# Hieronymus Bosch (film 2003)
Hieronymus Bosch è un documentario per la TV del 2003 diretto da Adrian Maben e basato sulla vita del pittore fiammingo Hieronymus Bosch.